# Бахр аль-асрар
Бахр ал-асрар (перс. بحر الأسرار‎) — энциклопедическое сочинение Махмуда ибн Вали. Полное название — «Бахр ал-асрар фи манакиб ал-ахйар» («Море тайн относительно доблестей благородных» или «Море тайн относительно высоких качеств добродетельных людей»); также известно как «Бахр ал-асрар фи ма’рифат ал-ахйар», то есть «Море тайн относительно познания добродетельных людей». Написано в 1634—1640 на средневековом персидском языке по поручению правителя Балха Надир-Мухаммада. Объёмный труд включает в себя космографию, астрологию, географию и общую историю. Из 7 томов Бахр ал-асрара, каждый из которых состоял из 4 разделов, до наших дней дошли 1-й том со сведениями по космографии и географии и 6-й том с изложением исторических событий от Чингиз-хана до времен правления Аштарханской династии. Оригиналы рукописей хранились в библиотеке Министерствa по делам Индии Великобритании и в фонде Института востоковедения АН Узбекистана.
Значимость этих материалов для изучения истории Восточного Туркестана второй половины XVI — первой половины XVII веков была впервые продемонстрирована советским востоковедом В. В. Бартольдом, который фактически ввёл их в научный обиход. Им также была проведена систематизация сведений Махмуда ибн Вали по вопросам истории внутренней политики и взаимоотношений кашгарских правителей с соседними народностями: киргизами, казахами и узбеками.

## Перевод
- Море тайн относительно доблестей благородных Архивная копия от 26 августа 2016 на Wayback Machine. Перевод К. А. Пищулиной.